# Marquesado de Lede
El marquesado de Lede es un título nobiliario español creado el 3 de agosto de 1633 , en Flandes, por el rey Felipe IV a favor de Guillermo de Bette y de Berghes, barón de Lede.
La grandeza de España le fue concedida por Felipe V el 6 de mayo de 1721 al tercer marqués, Juan Francisco de Bette y Croÿ-Solre.

## Marqueses de Lede
|                                 | Titular                                  | Periodo                |
| Creación por Felipe IV          | Creación por Felipe IV                   | Creación por Felipe IV |
| ------------------------------- | ---------------------------------------- | ---------------------- |
| I                               | Guillermo de Bette y de Berghes          | 1633-1658              |
| II                              | Agustín Ambrosio de Bette y Hornes       | -1677                  |
| III                             | Juan Francisco de Bette y Croÿ-Solre     | ? -1725                |
| IV                              | Manuel Fernando de Bette y de Croÿ-Rœulx | 1725-1792              |
| Rehabilitación por Alfonso XIII |                                          |                        |
| V                               | Luis Pérez de Guzmán y Sanjuán           | 1927-1969              |
| VI                              | Luis Alfonso Pérez de Guzmán y Careaga   | 1970-actual titular    |

## Historia de los Marqueses de Lede
- Guillermo de Bette y de Berghes (n. en 1603), I marqués de Lede, "barón de Lede" (en Flandes).

1. Casó con Ana María de Hornes. Le sucedió su hijo:

- Agustín Ambrosio de Bette y de Hornes (n. en 1637), II marqués de Lede.

1. Casó con Dorotea Brígida de Croÿ-Solre. Le sucedió su hijo:

- Juan Francisco de Bette y Croÿ-Solre (1667-1725), III marqués de Lede, a quién se le concedió la Grandeza de España.

1. Casó con Ana María de Croÿ-Rœulx y de la Tramerie. Le sucedió su hijo:

- Manuel Fernando de Bette y de Croÿ-Rœulx (f. en 1792), IV marqués de Lede. Sin descendientes.

Rehabilitado en 1927 por:
- Luis Pérez de Guzmán y Sanjuán (1890-1969), V marqués de Lede, VI marqués de Morbecq, sexto hijo de Juan Francisco Pérez de Guzmán y Boza, II duque de T'Serclaes y de su segunda esposa María de los Dolores Sanjuán y Garvey.

1. Casó con María de Begoña Careaga  y Basabe. Le sucedió su hijo:

- Luis Alfonso Pérez de Guzmán y Careaga (n. en 1940), VI marqués de Lede.

1. Casó con María del Carmen Macaya y de Aguinaga.